# پنجره شاه‌نشین

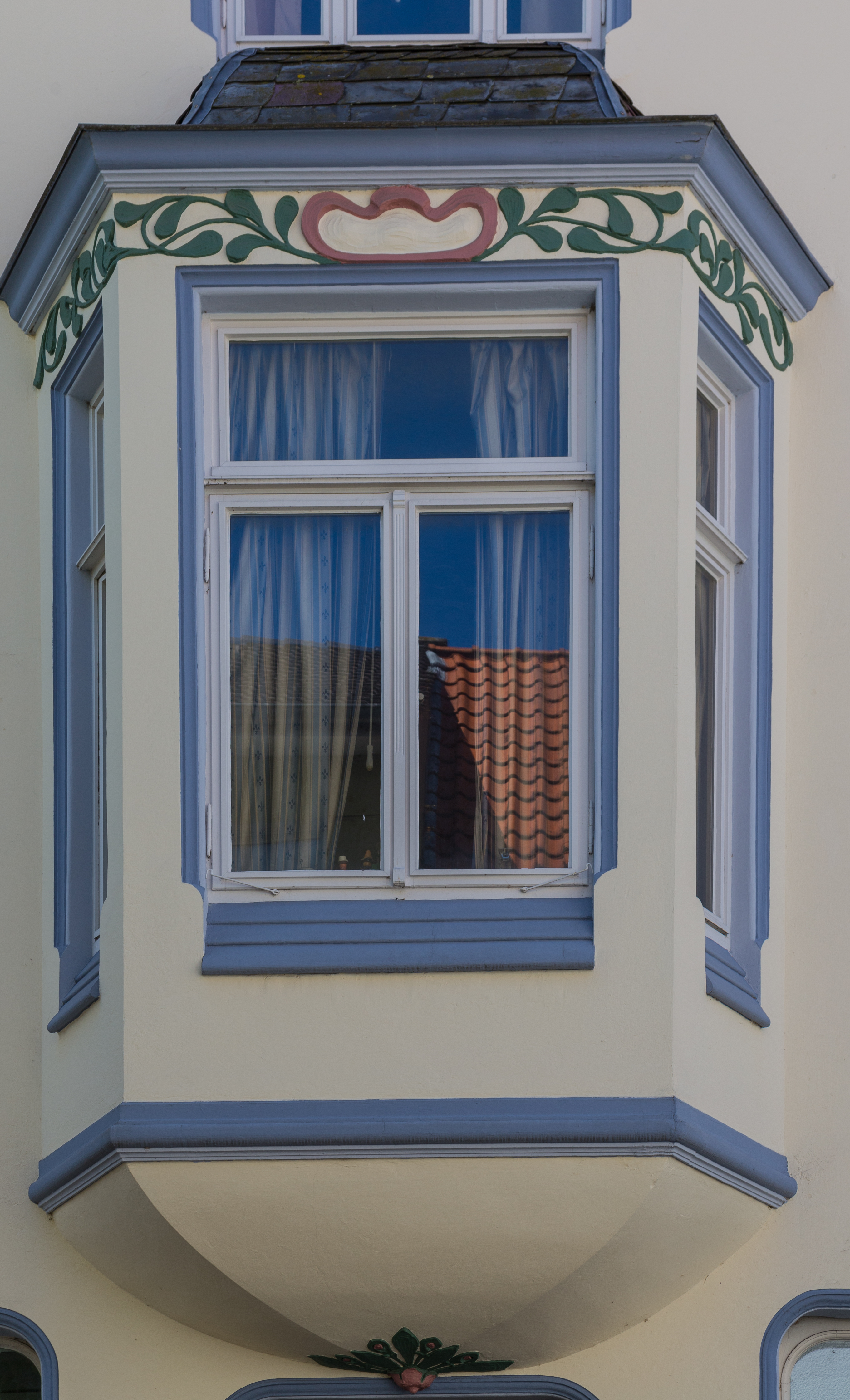
نمونه‌ای از پنجره شاه‌نشین

پنجره شاه‌نشین یا بالکن شاه‌نشین (به انگلیسی: Bay window) به پنجره‌ای می‌گویند که به صورت برآمده روی دیوار بیرونی ساختمان قرار گیرد. 

## نگارخانه

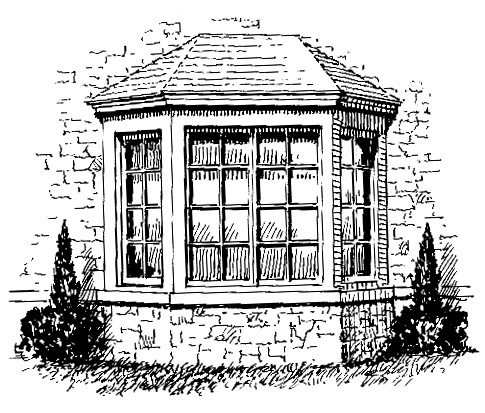
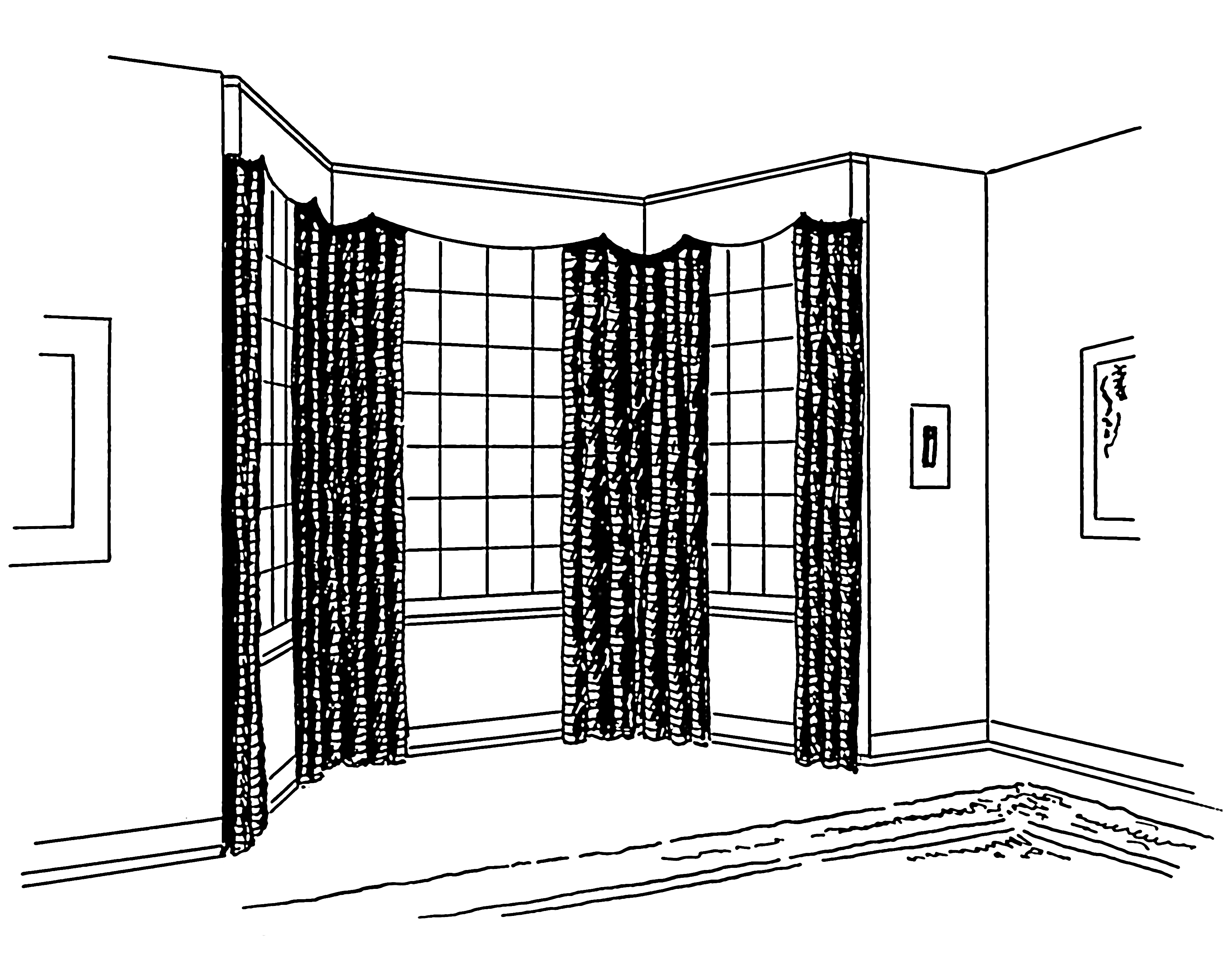
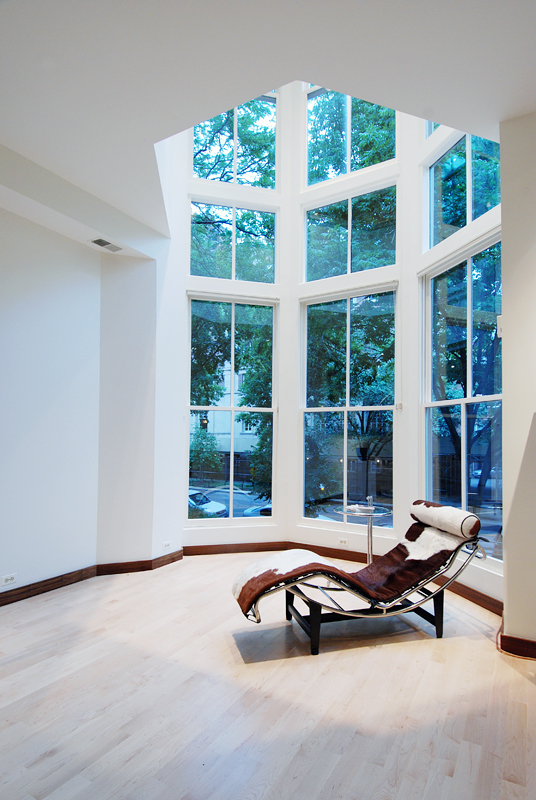
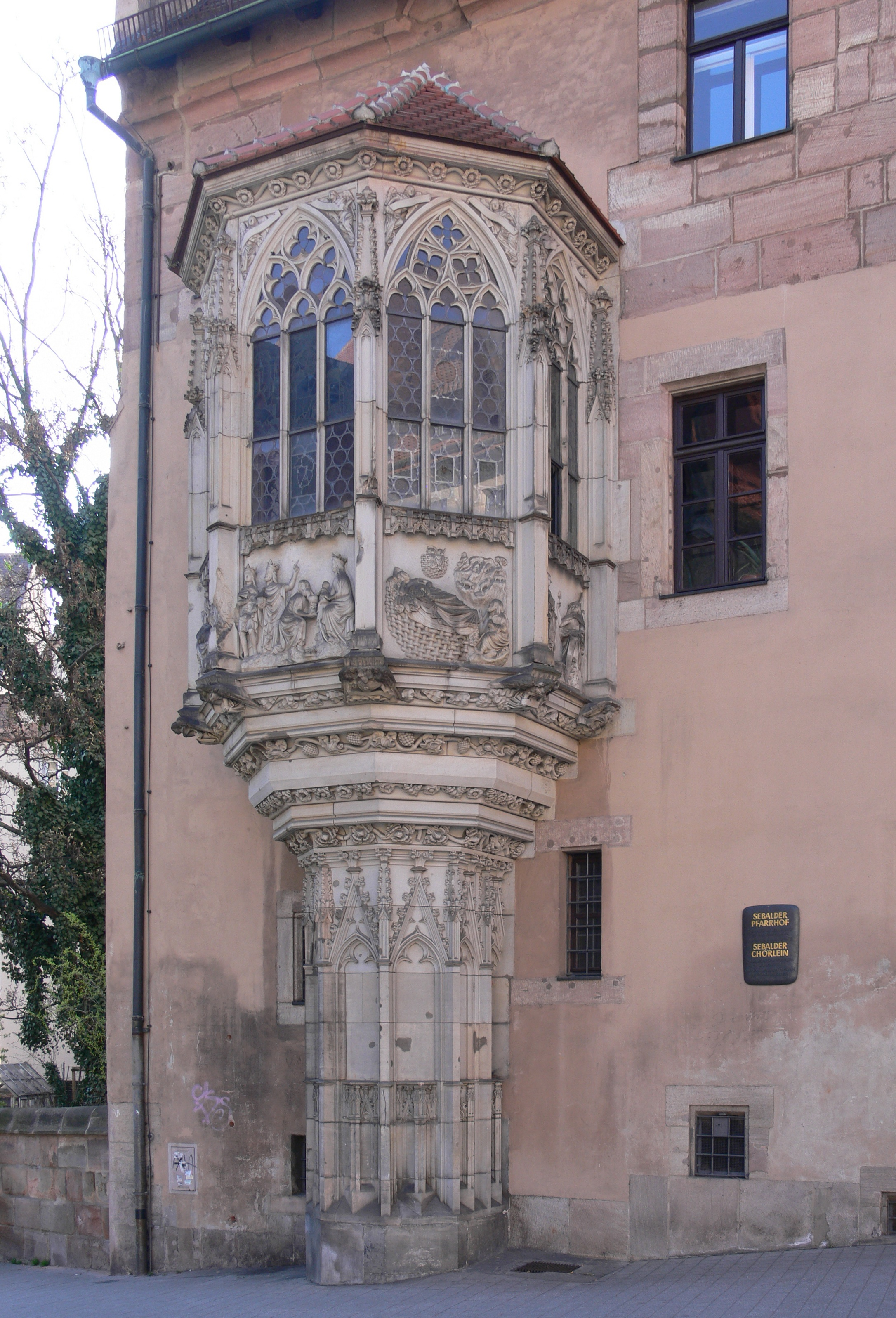
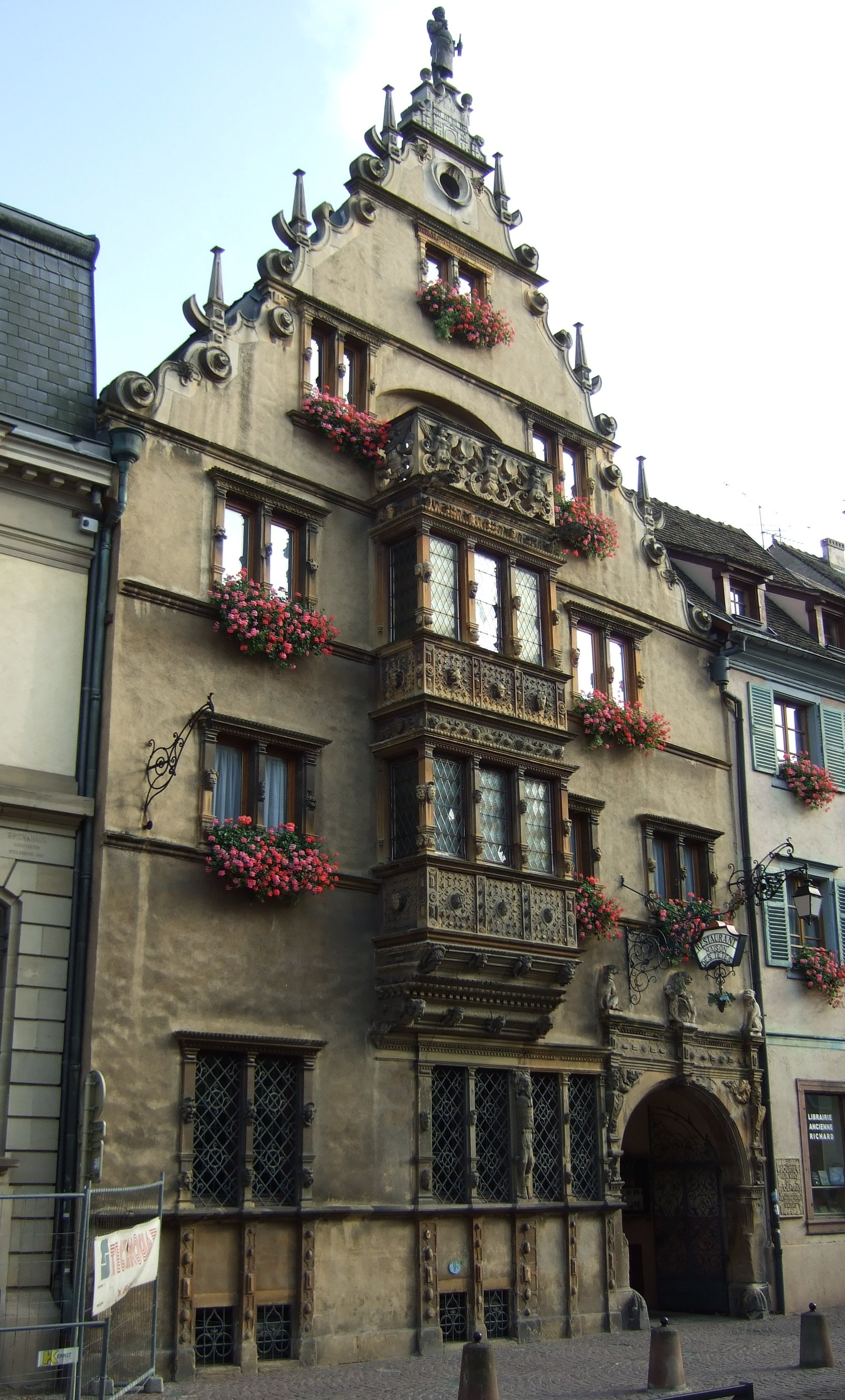
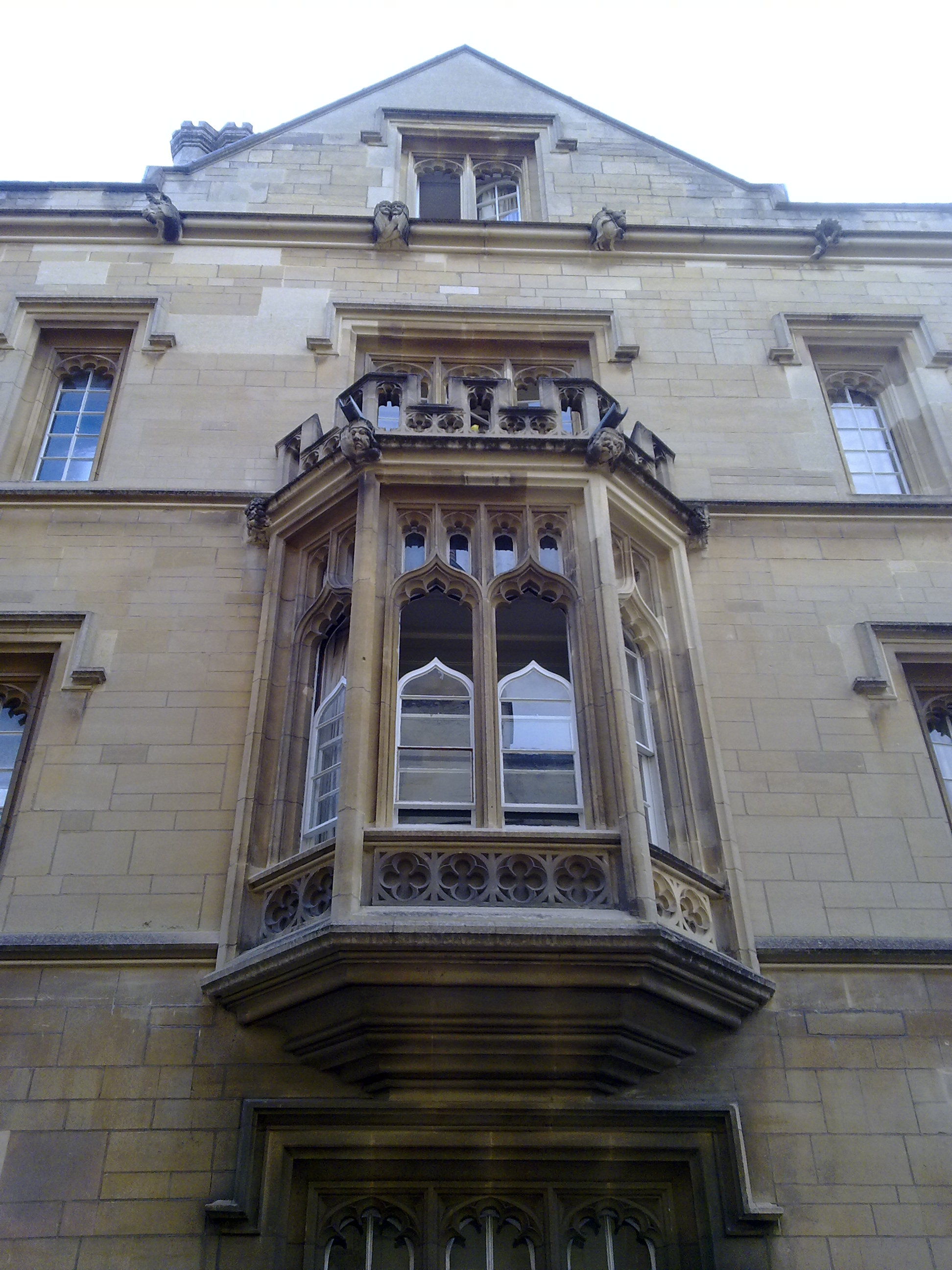
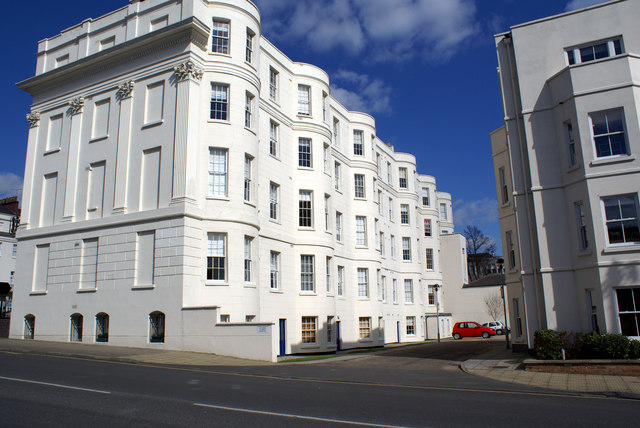
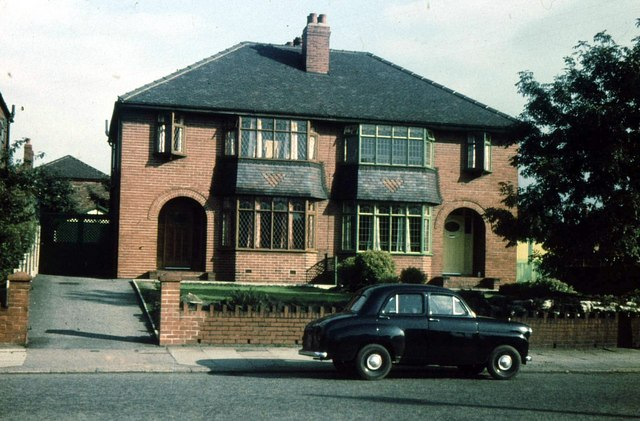
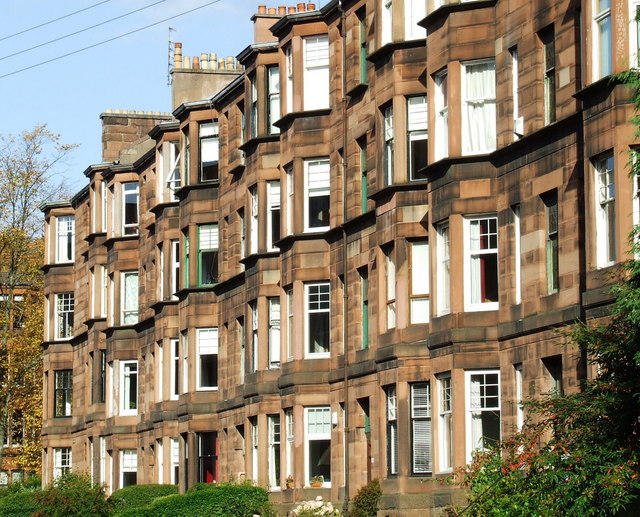
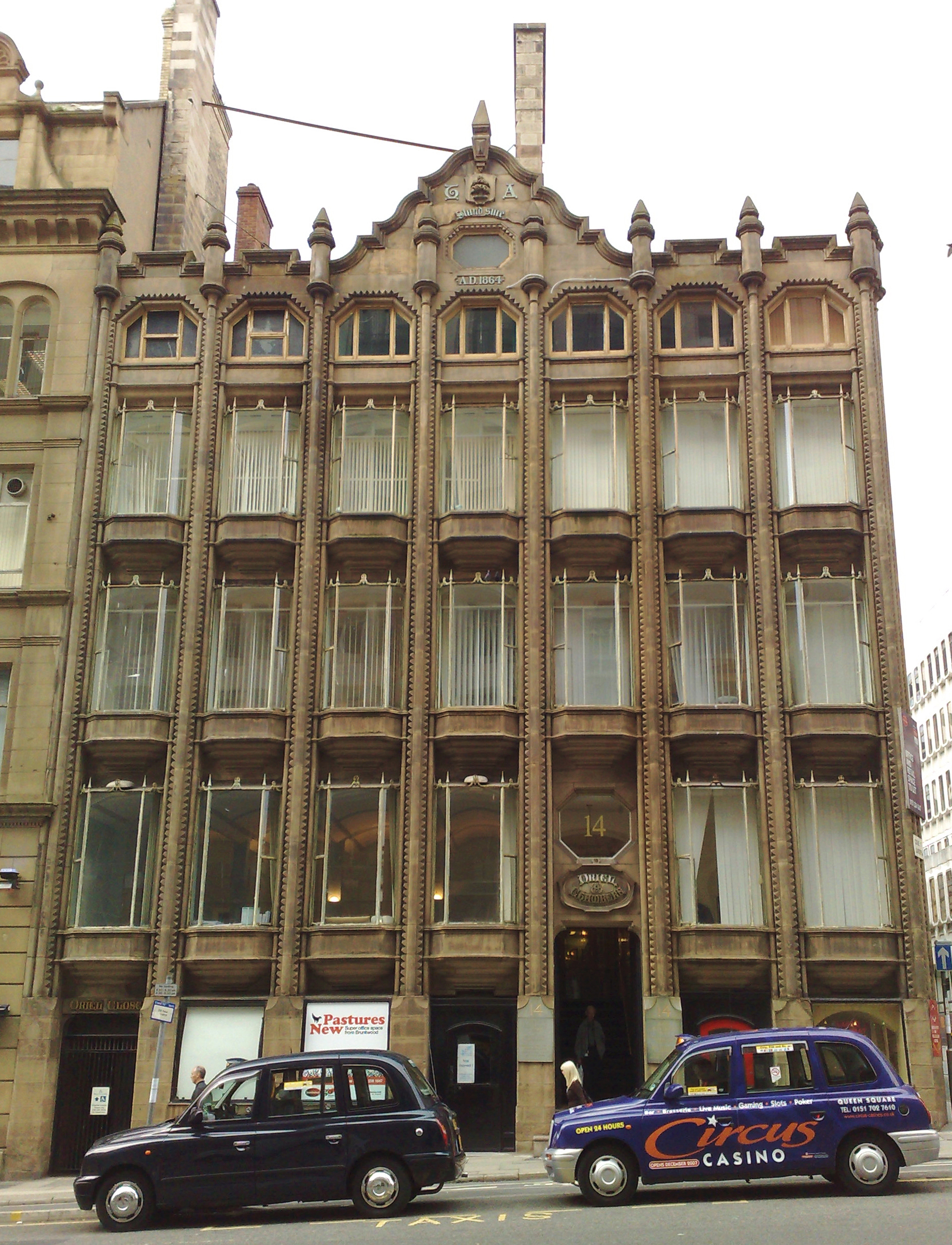
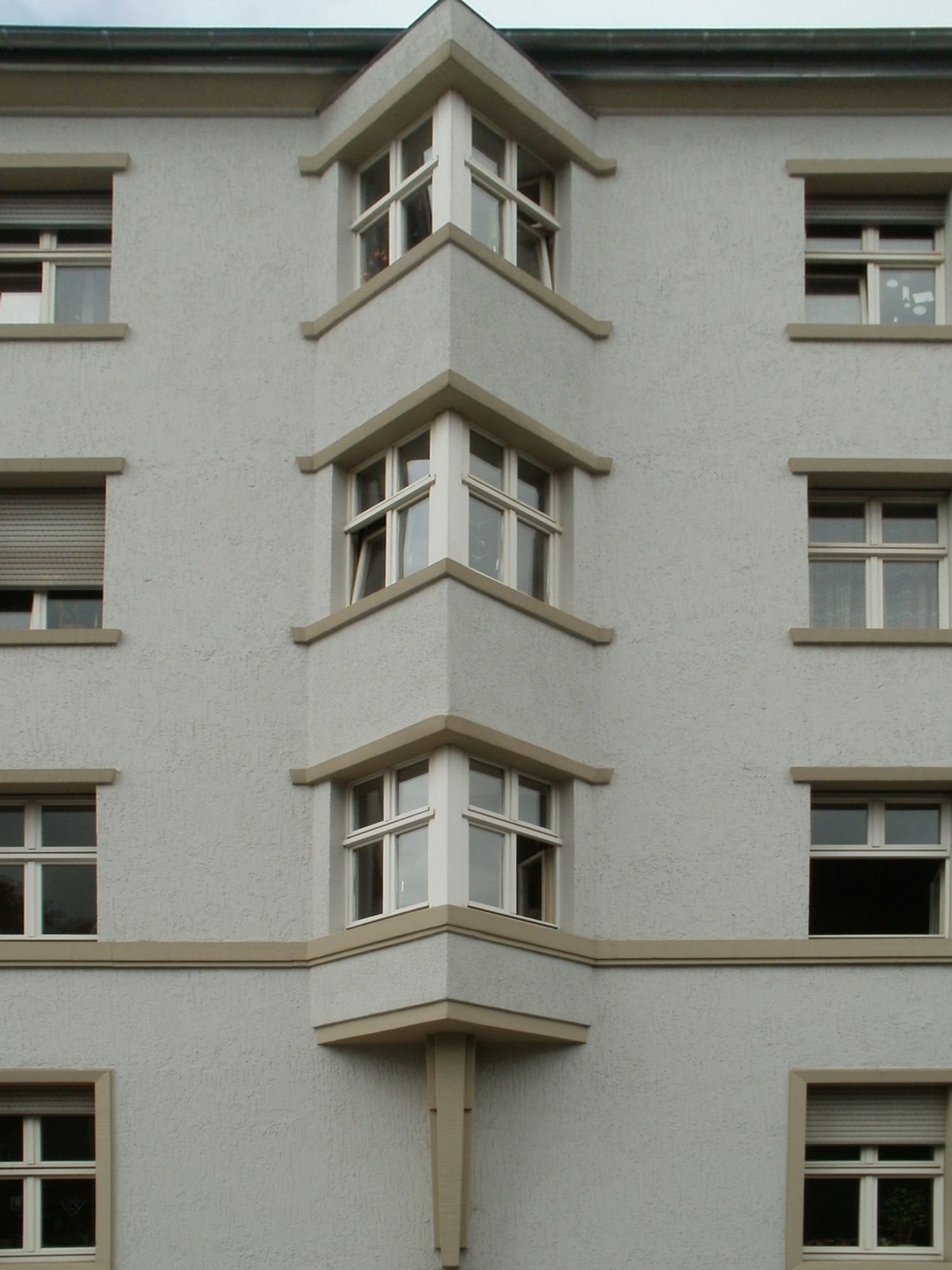
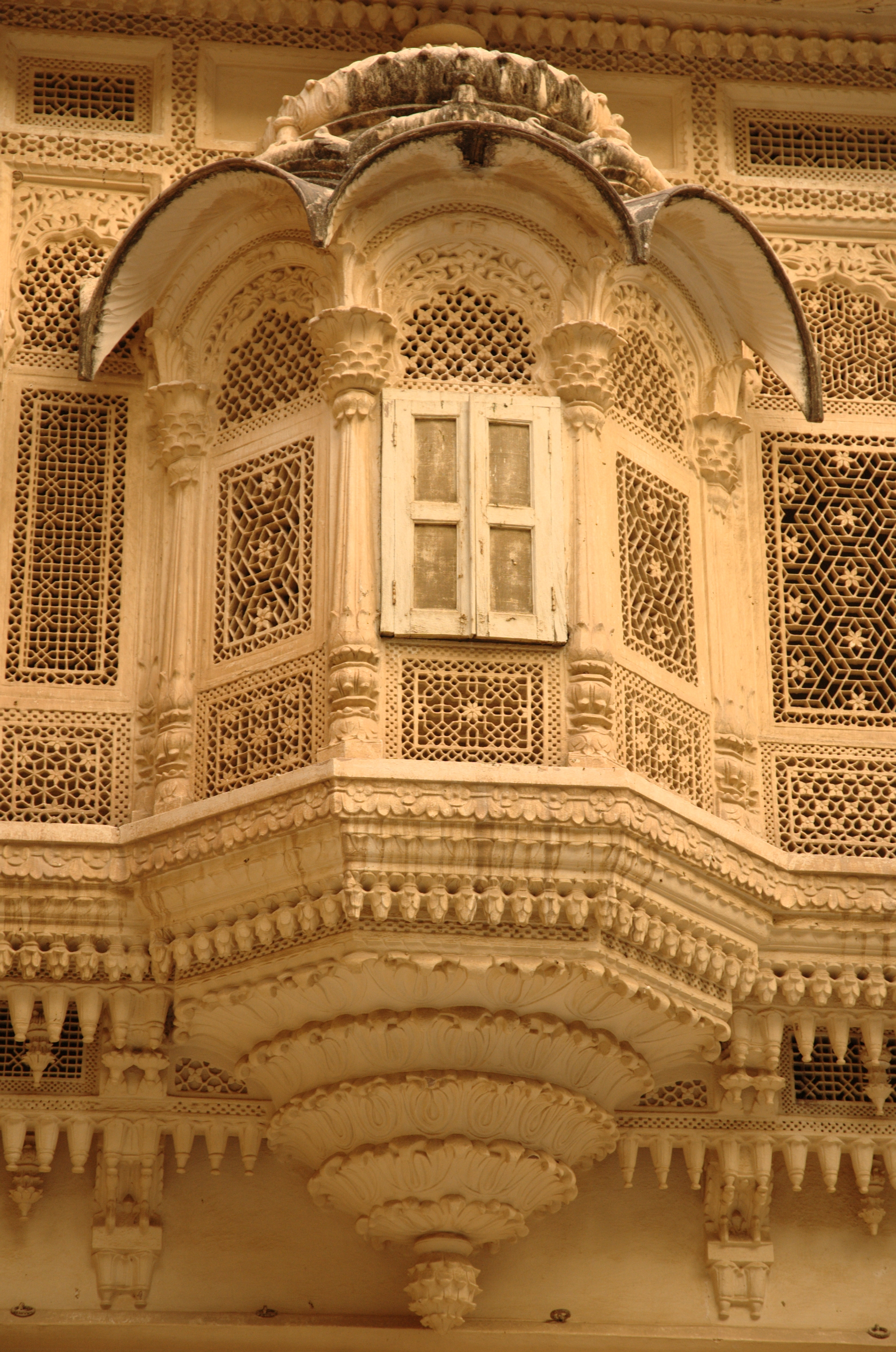
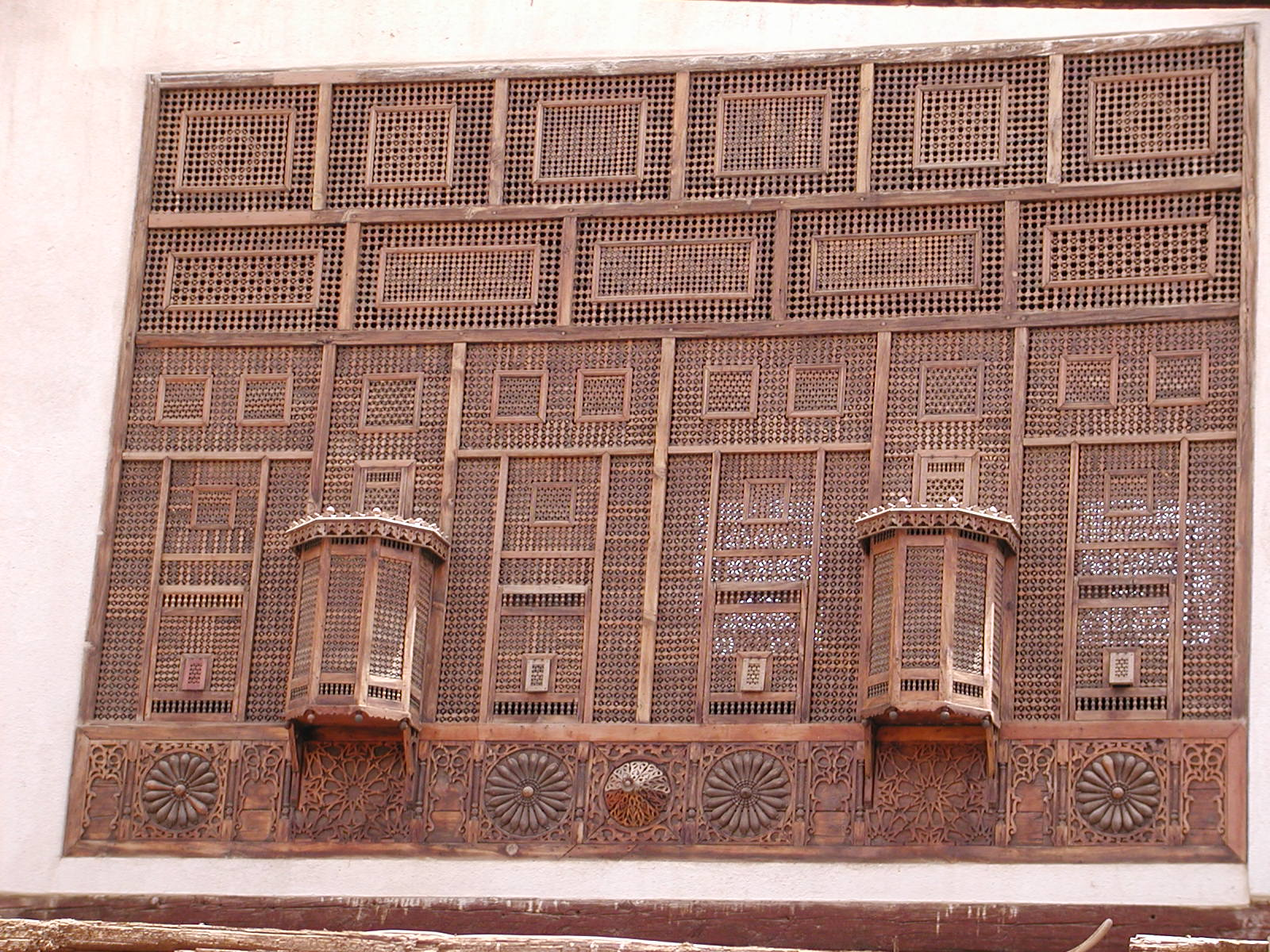
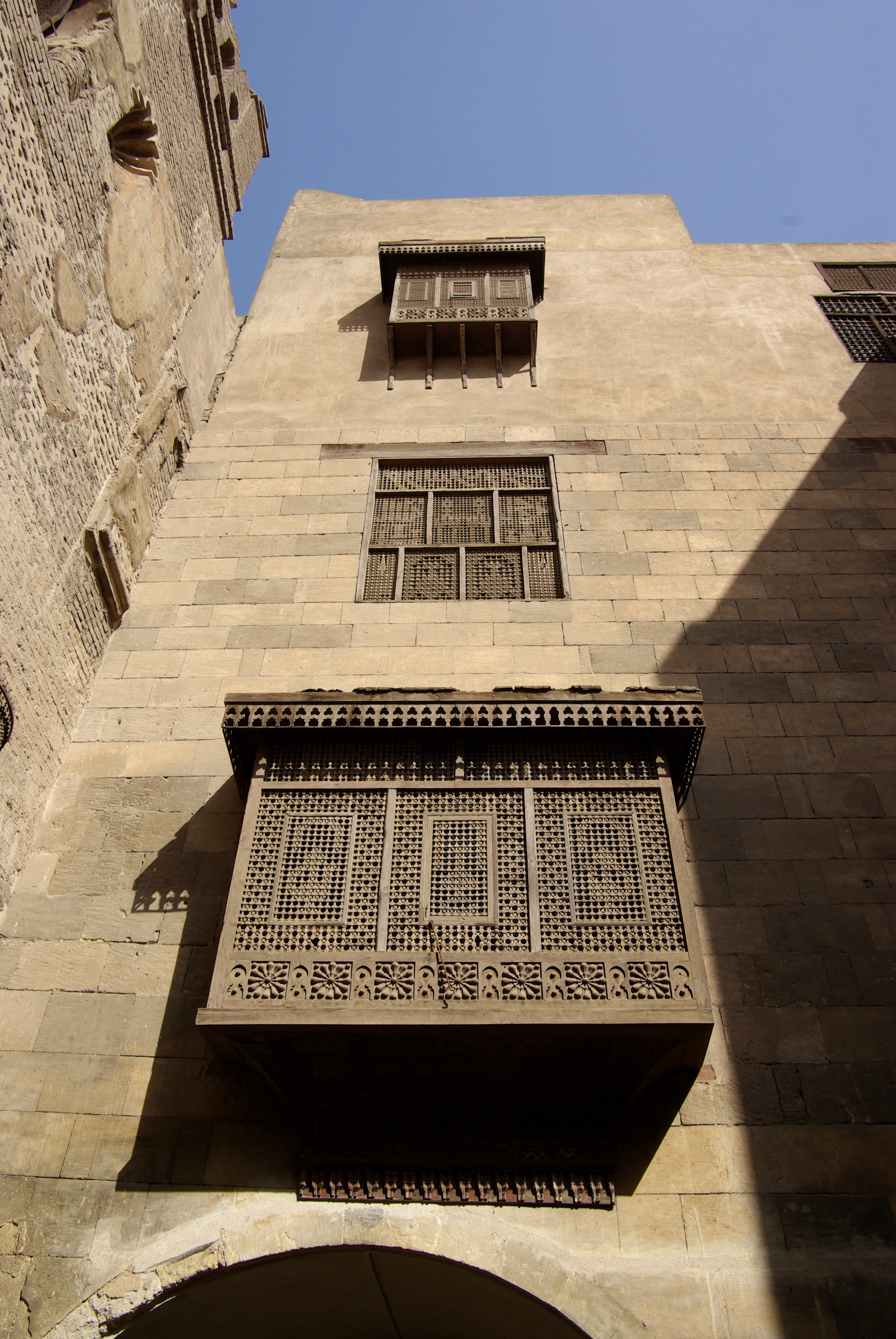
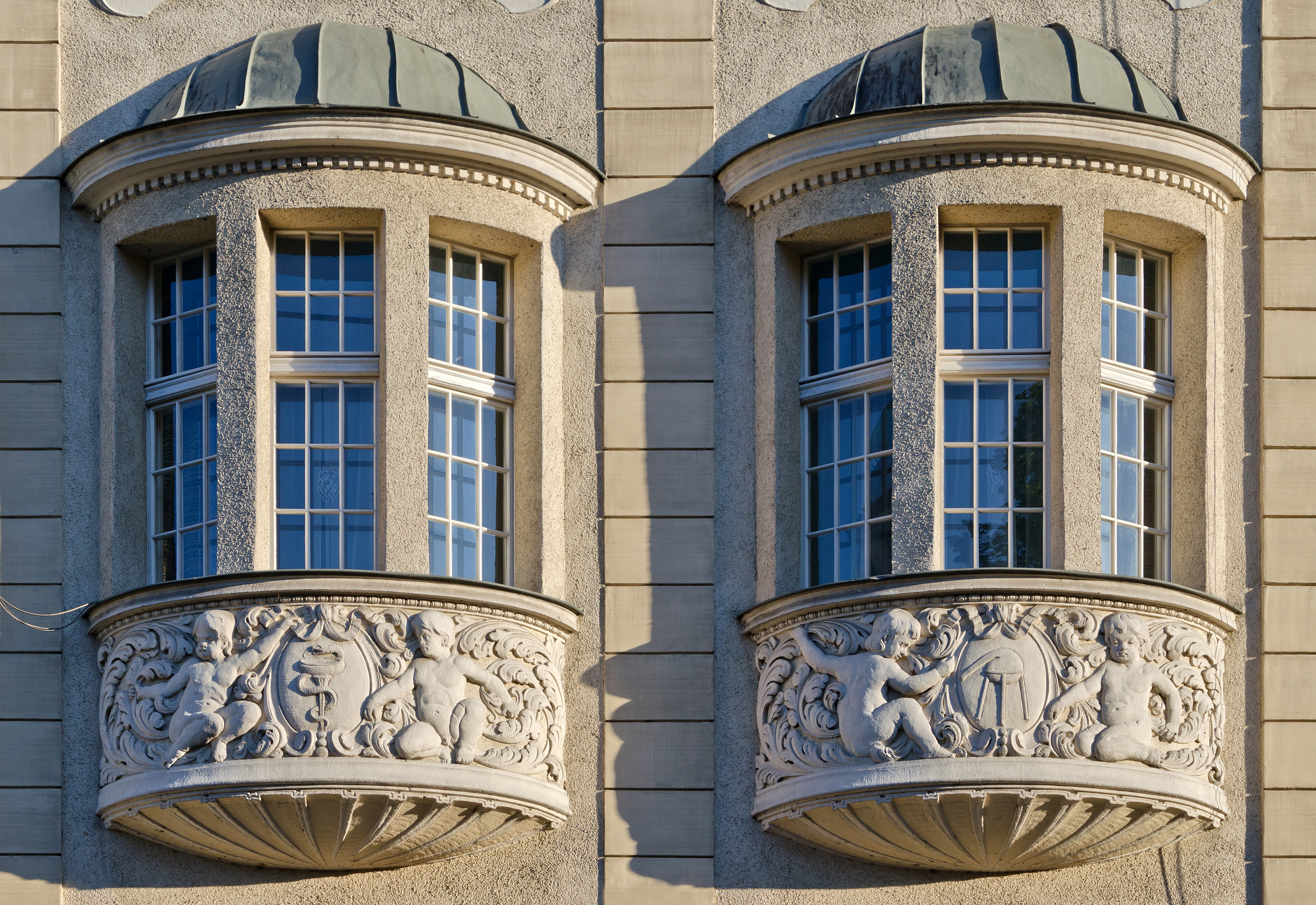
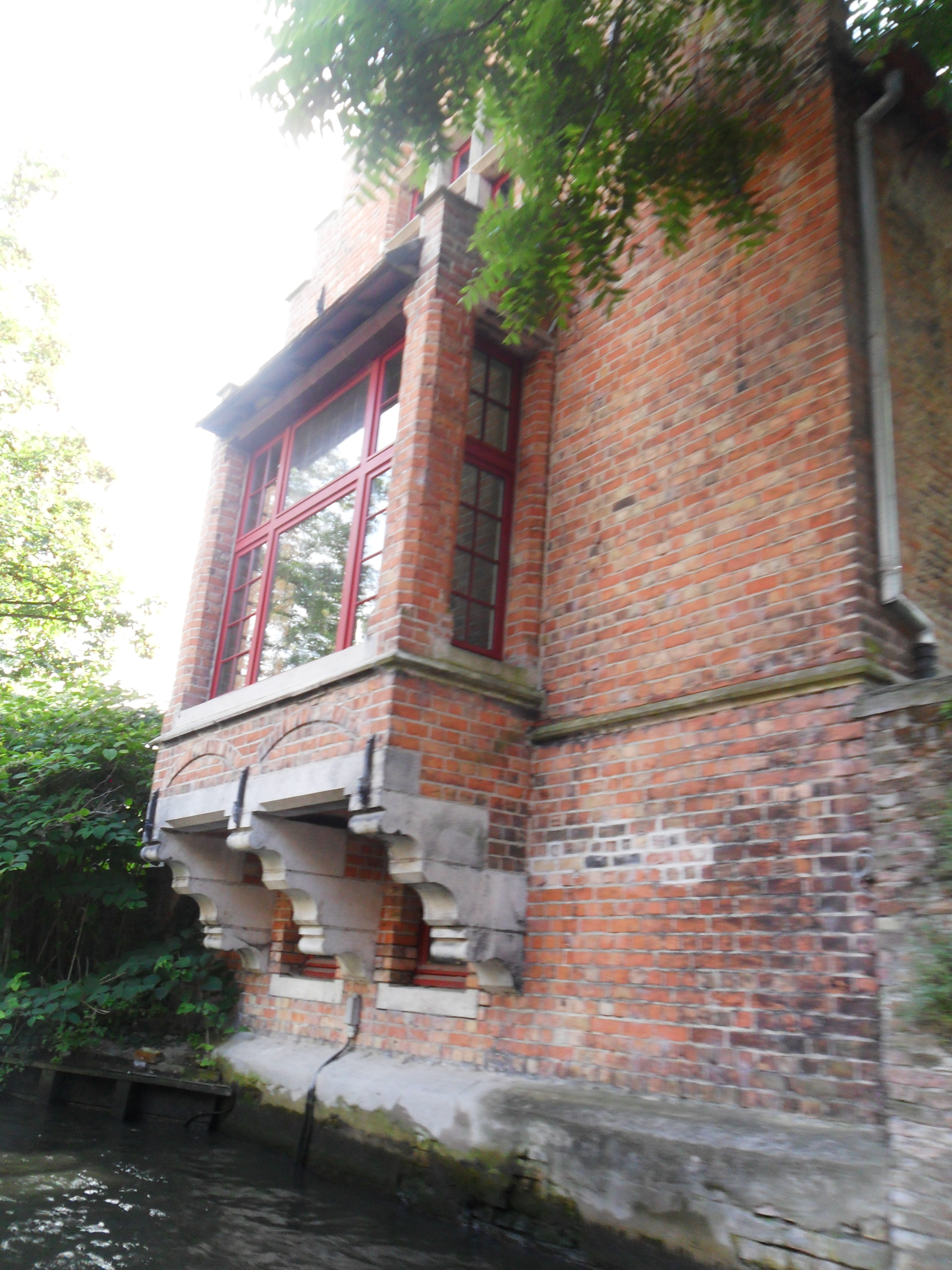
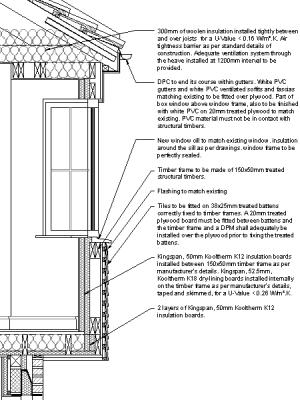